# Wellington Paranormal
Wellington Paranormal is een Nieuw-Zeelandse mockumentary die voor het eerst werd uitgezonden op 11 juli 2018 op TVNZ 2. De serie is een spin-off van de film What We Do in the Shadows uit 2014. De serie moet echter niet worden verward met de Amerikaanse televisieserie uit 2019.
De serie is gemaakt door Taika Waititi, Jemaine Clement en Paul Yates op basis van personages uit What We Do in the Shadows. Waititi en Clement zijn de uitvoerende producenten van de serie. Tot nu toe (2023) zijn er vier seizoenen van de serie geproduceerd, met in totaal 25 afleveringen.
Verder werd in 2019 een kerstspecial gemaakt, uitgezonden op 19 december 2019. Tussen de tweede en derde serie werd een digitale webserie van zestien afleveringen gemaakt. Ook zag een openbare campagne het licht van de Nieuw-Zeelandse politie om het publiek te informeren over gezondheid, veiligheid en best practices tijdens de COVID-19-pandemie, getiteld Belangrijke COVID-19-berichten van Wellington Paranormal.

## Rolverdeling

### Hoofdrollen
- Mike Minogue als hoofdagent Kyle Minogue
- Karen O'Leary als hoofdagent Leary O'Leary
- Maaka Pohatu als Sergeant Ruawai Maaka
- Thomas Sainsbury als agent Parker (serie 4, terugkerend in series 1-3)

### Terugkerend
- Lynda Topp als Mrs. O'Leary

### Gasten
- Cori Gonzalez-Macuer als Nick
- Jemaine Clement als Mobot-stem
- Rhys Darby als Anton

## Uitzending en distributie
De serie wordt uitgezonden op TVNZ 2. In buurland Australië is de serie beschikbaar op SBS on Demand.
In 2021 gaf Sky een licentie voor de eerste drie series van de show voor streaming op Now (voorheen Now TV) en Sky Q via Sky Comedy in het Verenigd Koninkrijk. In de Verenigde Staten debuteerde de serie op 11 juli 2021 op The CW, met afleveringen die de dag nadat ze zijn uitgezonden beschikbaar zijn om te streamen op HBO Max.
Met ingang van 10 maart 2023 wordt de serie ook uitgezonden op Canvas.